# Badis
Badis är ett släkte av fiskar. Släktet beskrevs 1853 av den nederländska iktyologen Pieter Bleeker och ingår i familjen Badidae.
Arterna förekommer i Asien. Maximallängden varierar mellan 2 och 7 cm.
Arter enligt Catalogue of Life:
- Badis assamensis – assambadis
- Badis badis – badis
- Badis blosyrus
- Badis chittagongis – chittagongbadis
- Badis corycaeus
- Badis dibruensis
- Badis ferrarisi
- Badis juergenschmidti
- Badis kanabos – slankbadis
- Badis khwae – kwaibadis
- Badis kyar – tigerbadis
- Badis pyema
- Badis ruber – röd badis
- Badis siamensis
- Badis tuivaiei

Fishbase listar ytterligare 8 arter.

## Bildgalleri

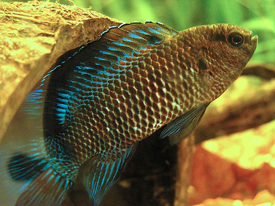
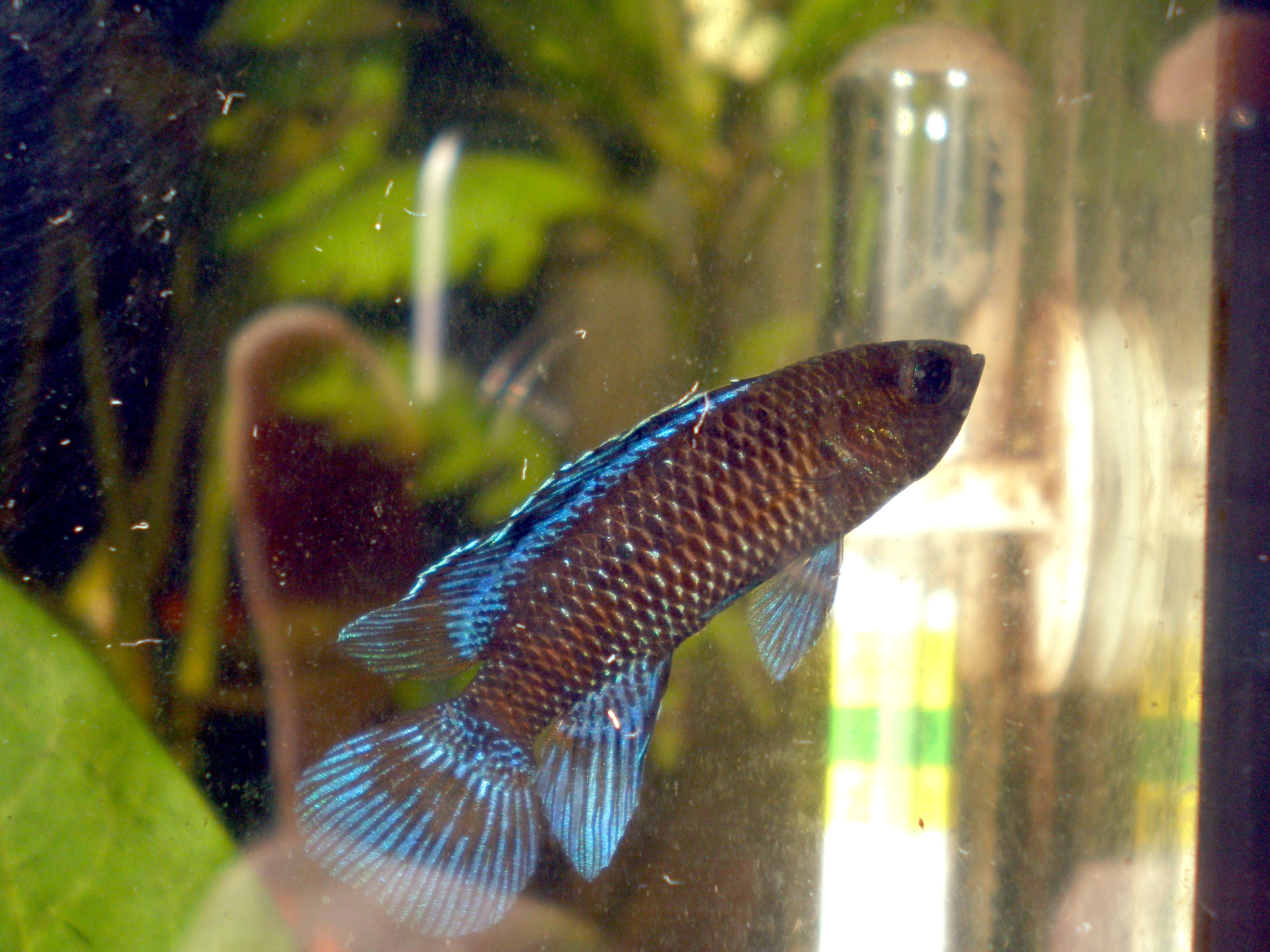
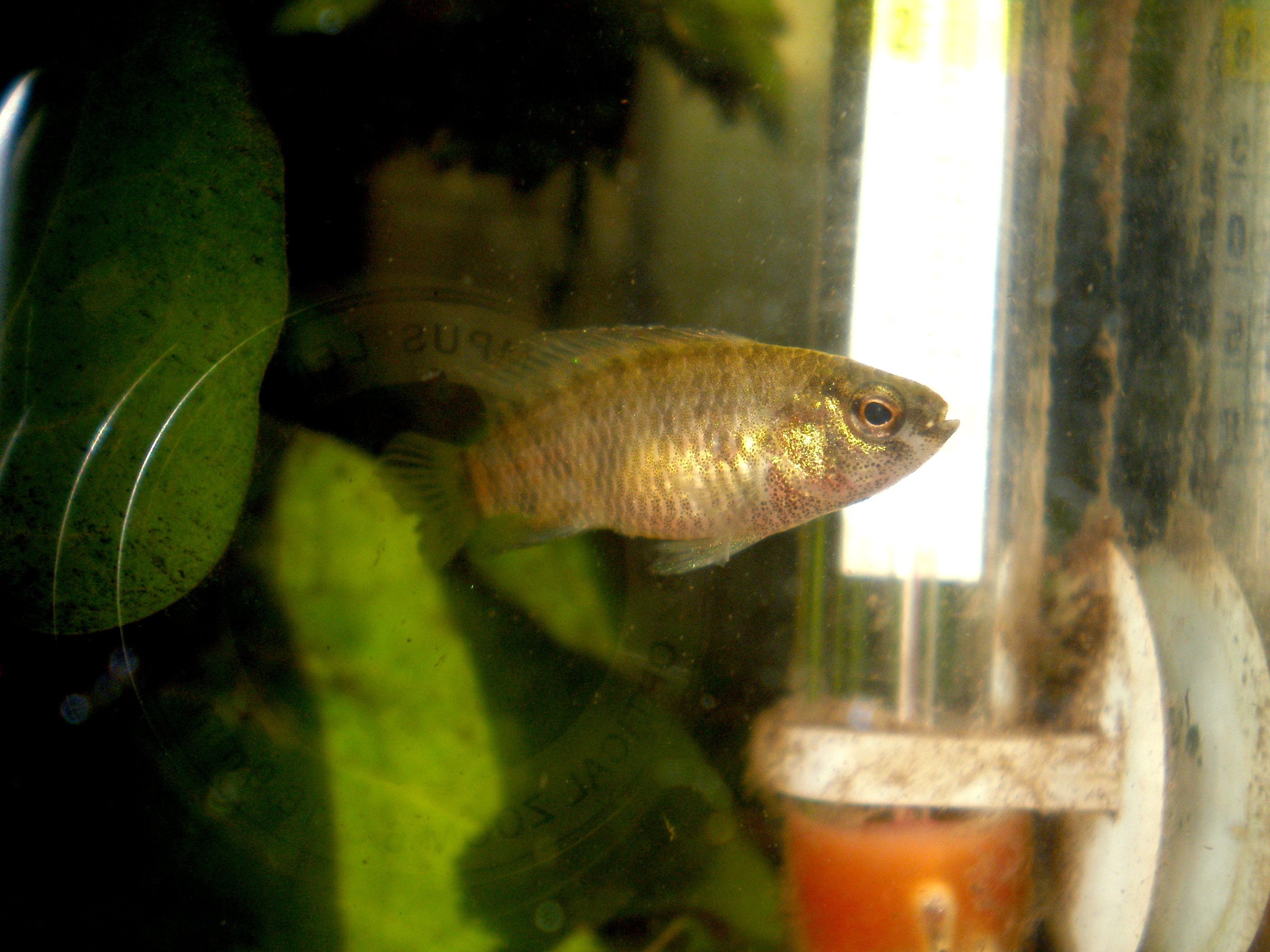
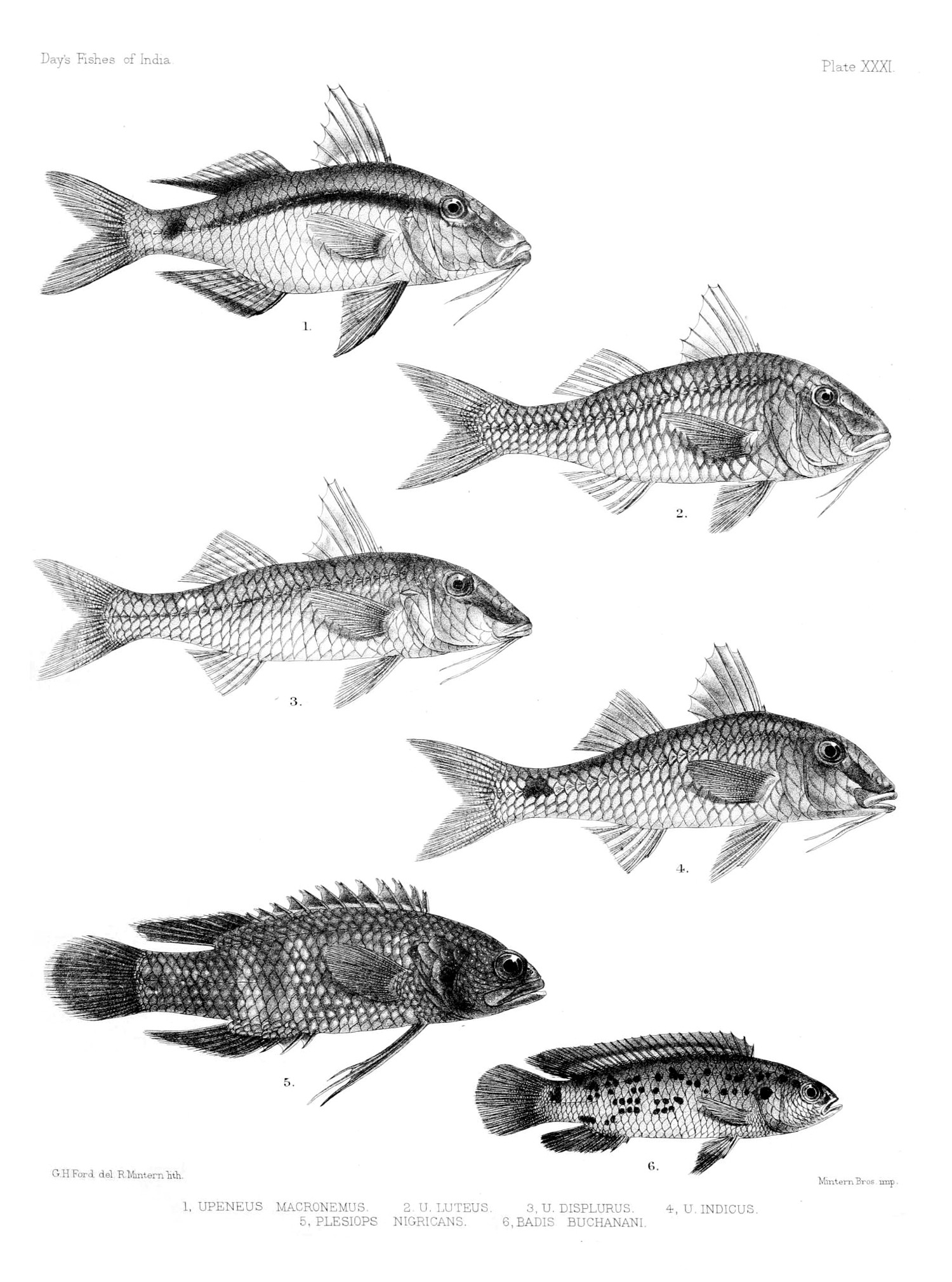
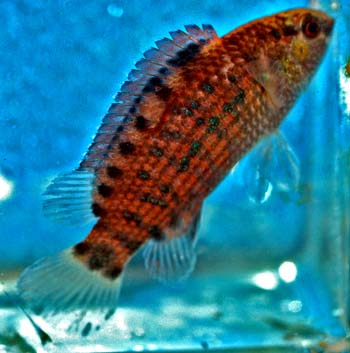